# Доктор Живаго (мини-сериал)
«Доктор Живаго» (англ. Doctor Zhivago) — британский мини-сериал итальянского режиссёра Джакомо Кампиотти 2002 года с актёрами Хансом Мэтисоном, Кирой Найтли и Сэмом Нилом в главных ролях. Экранизация одноимённого романа 1957 года русского писателя Бориса Пастернака. Фильм стал второй англоязычной экранизацией романа Пастернака после американского фильма 1965 года. Производством занималась британская телекомпания Granada Television, совместно с американской телевещательной компанией WGBH Boston и немецкой компанией Evision. Премьерный показ на британском телеканале ITV состоялся в ноябре 2002 года.

## Сюжет
История начинается в царской России начала XX века и впоследствии затрагивает времена революции 1917 года и гражданской войны. В сердце повествования — история московской девушки Ларисы Антиповой и троих влюблённых в неё мужчин.
Виктор Комаровский, успешный бизнесмен с политическими связями, сластолюбец, состоит в любовной связи с портнихой Амалией, матерью Лары. Дела Амалии идут не очень, поэтому она просит свою дочь принять приглашение Виктора поужинать с ним. Сперва Лара не соглашается, но в итоге она принимает его ухаживания и с помощью собственного обаяния обретает контроль над Комаровским.
Студент с большевистскими идеалами Паша Антипов женится на Ларе, и они уезжают из Москвы. У них рождается дочь. Павел якобы погибает на Первой мировой войне, хотя на самом деле он бросает свою семью и берёт себе фамилию Стрельников, становясь красным генералом и обретая дурную славу.
Главный действующий персонаж, поэт и доктор Юрий Живаго, впервые видит Лару через окно, когда он сидит в кафе. Второй раз они встречаются в момент, когда Юрия вызывают оказать медицинскую помощь Амалии, предпринявшей попытку самоубийства. В третий раз они видят друг друга на праздничном рождественском вечере, когда Лара приходит туда, чтобы застрелить Виктора. Живаго женится на своей двоюродной сестре Тоне, с которой они с детства росли вместе с того дня, как отец Юрия выбросился из поезда, покончив с собой из-за того, что потерпел неудачу в тёмных делах, поверенным в которых выступал Комаровский. Юрий и Лара влюбились друг в друга, но их отношения разделила война. Лара работала сестрой милосердия в госпитале для раненых и разыскивала своего пропавшего мужа, когда в родовое поместье неподалёку от городка Юрятин на Урале приехал Живаго со своей семьёй.
Красные партизаны принудили Юрия стать их врачом. Тоня должна была рожать второго ребёнка, в качестве акушерки выступала Лара, и тут Тоня поняла, кто она такая на самом деле. Юрий бежит от красных, укрывается в горах, в доме Лары, где она ухаживает за ним. Тем временем Тоня, её отец и дети возвращаются в Москву. Юрий, Лара и её дочь, преследуемые Комаровским, который теперь руководит коммунистической партией, бегут в Варыкино. Проходит несколько месяцев, и Комаровский, по-прежнему влюблённый в Лару, находит их и предлагает им безопасно покинуть Россию. Они отказываются, но Виктор объясняет, что Лара была связана с ныне опальным генералом Стрельниковым, и из-за этого её ждут проблемы. Живаго убеждает Лару, которая была беременна их ребёнком, бежать с Комаровским, обещая вскоре отправиться следом за ней.
Скрывающийся Стрельников в поисках своей семьи приезжает в Варыкино, Юрий рассказывает ему, что Лара и его дочь в безопасности, после чего Стрельников совершает самоубийство.
1922 год. Живаго возвращается в Москву, где узнаёт, что его жена, сын и приёмный отец были выселены из собственного дома и уехали за границу. Юрий просит своего старого приятеля, Михаила, помочь ему с выездом из России к Тоне, но тот отказывает, говоря, что всегда любил Тоню, а любовь Живаго никому не приносит счастья. Юрий остаётся в Москве, снова работает врачом. Он продолжает писать стихи о жизни, о любви, о Ларе. Однажды Юрий сидит в кафе и видит, как по улице идёт маленький мальчик вслед за своей матерью. Он вспоминает себя в детстве и вдруг узнаёт в этой женщине Лару. Юрий пытается догнать их, но с ним происходит сердечный приступ, и Юрий погибает. На похоронах Лара показывает маленькому Юрию тело его отца, и получает от Михаила тетрадь со стихами Живаго. Но когда они подходят к своему дому, Лару арестовывает НКВД. Лара говорит своему сыну, что это такая игра, и что он должен бежать как можно дальше без оглядки, и отдаёт ему сборник стихов отца, а сама сдаётся властям.

## В ролях
- Ханс Мэтисон — Юрий Живаго
- Кира Найтли — Лара Гишар / Антипова
- Сэм Нилл — Виктор Комаровский
- Крис Маршалл — Паша Антипов / Стрельников
- Мария Александра Лара — Тоня Громеко / Живаго
- Билл Патерсон — Александр Громеко
- Селия Имри — Анна Громеко
- Энн-Мари Дафф — Оля Дёмина
- Мэриам д’Або — Амалия Гишар
- Хью Бонневилль — Андрей Живаго
- Карел Добрый — Маяковский
- Дэвид Фишер — Александр Блок

## Издание на DVD
В 2003 году фильм вышел на DVD. В качестве бонуса на диске присутствуют интервью с актёрами и членами съёмочной группы, фотогалерея, биография Бориса Пастернака.